# آديلايد كول تشيس
آديلايد كول تشيس (بالإنجليزية: Adelaide Cole Chase)‏ هي رسامة أمريكية، ولدت في 1868 في بوسطن في الولايات المتحدة، وتوفيت في 1944 في الولايات المتحدة.